# 1997-es Fonogram díj átadása
Az 1997-es Arany Zsiráf-díjkiosztó

## Az év hazai albuma
Cserháti Zsuzsa - Hamu és gyémánt (Rózsa)
- Animal Cannibals - Reggel, délben, este (Magneoton)
- Kispál és a Borz - Ül (PolyGram-3T)
- Presser Gábor - Kis történetek (BMG)
- Tátrai Band - Trilógia (Magneoton)

## Az év külföldi albuma
George Michael - Older (EMI-Quint)
- Celine Dion - Falling In Love (Sony)
- Jamiroquai - Travelling Without Moving (Sony)
- Metallica - Load (PolyGram)
- Mike Oldfield - Voyager (Warner)
- Tina Turner - Wildest Dreams (EMI-Quint)
- Toni Braxton - Secrets (BMG)

## Az év hazai felfedezettje
- 4F Club - Fórefkláb (Polygram)
- Lancelot - Fény és árnyék (Magneoton)
- Quimby - Majomtangó (PolyGram)
- Slam - Kapuk előtt (EMI-Quint)
- Szerda Délután - Szerda délután (Hungaroton-Gong)

## Az év hangfelvétele
Presser Gábor - Kis történetek (BMG)
- Horváth Charlie - Csak a zene van (Rózsa)
- Cserháti Zsuzsa - Hamu és gyémánt (Rózsa)
- Katona Klári - Fekete gyöngy (Sony)
- Tátrai Band - Trilógia (Magneoton)

## Az év hazai koncertje
Horváth Charlie - Kisstadion (1996.08.17.)
- Demjén Ferenc - BS (1996.10.25.)
- Kispál és a Borz - Petőfi Csarnok (1996.12.06.)
- KFT - Bál az Interneten (1996.10.12.)
- Republic - BS (1996.03.15.)